# Chuck Behler
Chuck Behler, född 13 juni 1965 i Livonia, Michigan, är en före detta medlem i bandet Megadeth från 1987 till 1988, som finns med på albumet So Far, So Good... So What! där han spelade trummor. Han ersatte tidigare trummisen Gar Samuelson och ersattes av Nick Menza.